# Tod Browning

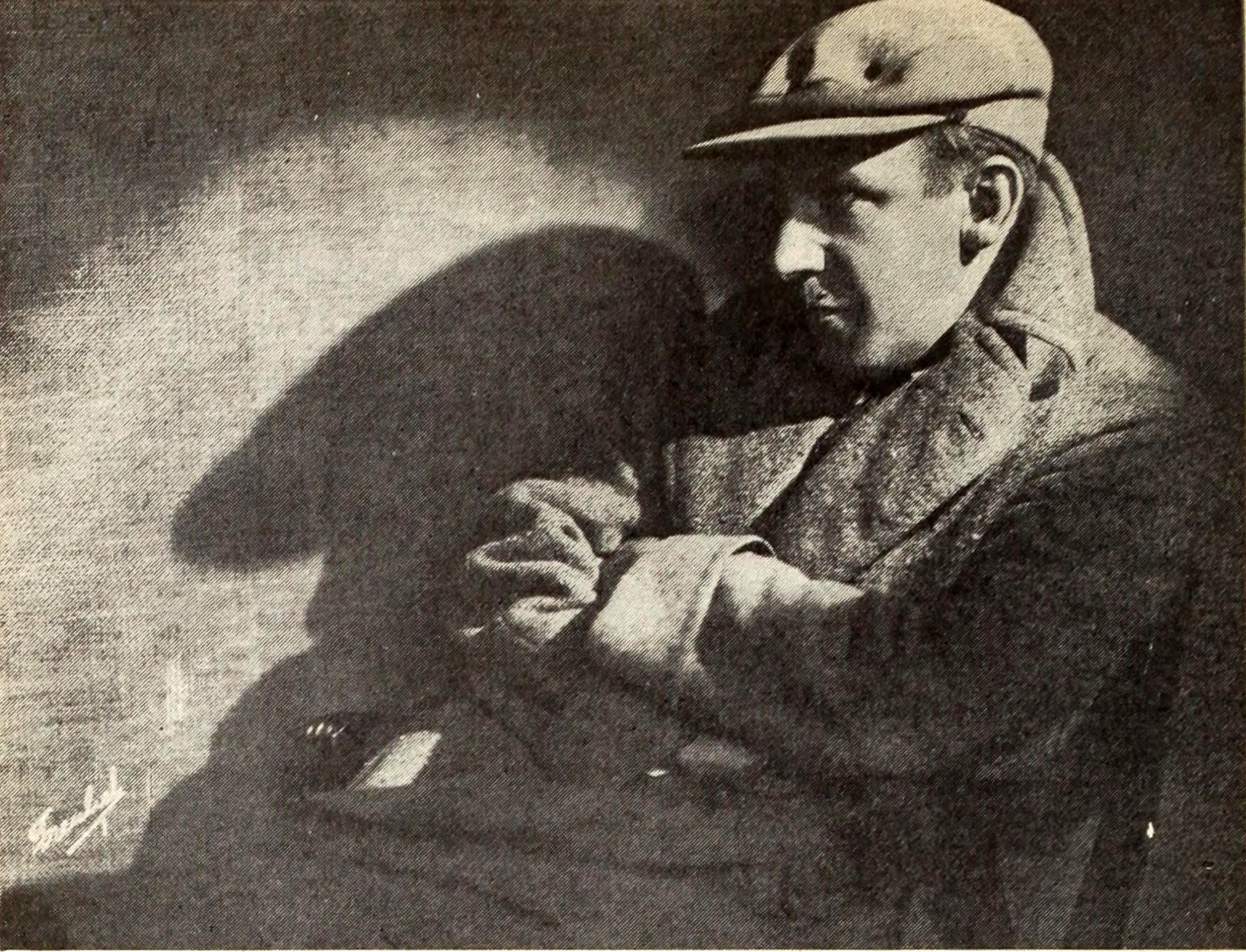
Tod Browning (1921)

Charles Albert „Tod“ Browning (* 12. Juli 1880 oder 1882 in Louisville, Kentucky; † 6. Oktober 1962 in Santa Monica, Kalifornien) war ein US-amerikanischer Filmregisseur und Schauspieler. Obwohl er in vielen Filmgenres drehte, ist er vor allem durch einige Beiträge zum Horrorfilm der 1920er und 1930er Jahre in Erinnerung geblieben.

## Leben
Tod Browning entstammte einer gut situierten Familie und war der Neffe des Baseball-Stars Pete Browning (1861–1905). Schon seit seiner Kindheit war er am Showgeschäft interessiert und rannte als 16-Jähriger mit einer Zirkustänzerin davon. Danach war er unter anderem an Vaudeville-Theatern und bei Sideshows beschäftigt; unter anderem fungierte er als Ansager und Assistent des legendären Showacts Oofty Goofty. Browning ließ sich sogar in einer Shownummer lebend begraben oder trat als Zauberkünstler auf. Später war er zeitweise als Clown beim Ringling Brothers Circus angestellt. Als Browning bei einem Theater in New York angestellt war, traf er Star-Regisseur David Wark Griffith, der ihn zum Film holte. Als Komiker trat Browning in einigen einfachen Nickelodeon-Kurzfilmen auf, die in der Umgebung von New York gedreht wurden. 1913 folgte Browning seinem Förderer Griffith zur Filmindustrie nach Hollywood, wo er in vielen von dessen Filmen auftrat.
1916 war Browning als Regie-Assistent von David Wark Griffith bei dessen dreistündigem Filmepos Intoleranz angestellt. Danach begann er mit eigenen Produktionen als Regisseur. Bereits Brownings erster Spielfilm, das Drama Jim Bludso (1917) mit Wilfred Lucas, wurde positiv aufgenommen und so wurde er schnell zu einem gefragten Regisseur. 1919 arbeitete Browning beim Film The Wicked Darling erstmals mit dem Schauspieler Lon Chaney senior. Als Chaney in den 1920er-Jahren zu einem der beliebtesten Schauspieler in Hollywood wurde, vornehmlich durch seine Rollen in Horrorfilmen, arbeitete er noch weitere Male mit Browning zusammen, so etwa beim klassischen Stummfilm Die unheimlichen Drei von 1925. Die unheimlichen Drei war so erfolgreich, dass Chaney und Browning 1930 ein Tonfilm-Remake des Filmes machten. 1927 drehte Browning mit Chaney The Unknown sowie den legendären Um Mitternacht, der bis heute verschollen ist.
Der Übergang zum Tonfilm Ende der 1920er-Jahre gelang Browning gut. Zu seinen bekanntesten Filmen zählt der 1931 entstandene Dracula, der vielzitierte Klassiker des Vampirfilms, der Bela Lugosi als Dracula-Darsteller etablierte. Ein Höhepunkt von Brownings Schaffens war 1932 Freaks, der als Klassiker des Horrorfilms gilt. Tod Browning suchte für die Hauptrollen dieses Films gezielt behinderte Menschen und kleinwüchsige Schauspieler, für die beim Publikum Sympathie geweckt werden sollte. Die Öffentlichkeit reagierte auf Freaks aber schockiert, sodass der Film gekürzt und zensiert wurde. Nach dem Skandal um Freaks fiel es dem zuvor angesehenen Browning schwer, noch weitere Aufträge zu bekommen. Das Zeichen des Vampirs von 1935, ebenfalls mit Lugosi in der Hauptrolle, war ein Spätwerk von Browning. 1939 zog er sich, inzwischen fast 60 Jahre alt und wohlhabend, mit dem Film Miracles for Sale aus dem aktiven Filmgeschäft zurück.
In zweiter Ehe war Browning von 1911 bis zu ihrem Tod 1944 mit der Schauspielerin Alice Wilson verheiratet. Er starb 1962 im Alter von 82 Jahren an einer Krebserkrankung.

## Filmografie
Auf dem Internet Archive gratis online abrufbare Filme sind mit entsprechenden Fußnoten gekennzeichnet.
- 1915: The Lucky Transfer
- 1915: The Slave Girl
- 1915: An Image of the Past
- 1915: The Highbinders
- 1915: The Story of a Story
- 1915: The Spell of the Poppy
- 1915: The Electric Alarm
- 1915: The Living Death
- 1915: The Burned Hand
- 1915: The Woman from Warren’s
- 1915: Little Marie
- 1916: The Fatal Glass of Beer
- 1916: Everybody’s Doing It
- 1916: Puppets
- 1917: Jim Bludso
- 1917: A Love Sublime
- 1917: Hands Up!
- 1917: Peggy, the Will O’ the Wisp
- 1917: The Jury of Fate
- 1918: The Legion of Death
- 1918: The Eyes of Mystery
- 1918: Revenge
- 1918: Which Woman?
- 1918: The Deciding Kiss
- 1918: The Brazen Beauty
- 1918: Set Free
- 1919: The Wicked Darling[3]
- 1919: The Exquisite Thief
- 1919: The Unpainted Woman
- 1919: The Petal on the Current
- 1919: Bonnie Bonnie Lassie
- 1920: The Virgin of Stamboul
- 1920: Outside the Law
- 1921: No Woman Knows
- 1922: The Wise Kid
- 1922: Man Under Cover
- 1922: Under Two Flags
- 1923: Drifting
- 1923: The Day of Faith
- 1923: White Tiger[4]
- 1924: The Dangerous Flirt
- 1924: Silk Stocking Sal
- 1925: Die unheimlichen Drei (The Unholy Three)[5]
- 1925: Zigeuner im Frack (The Mystic)
- 1925: Dollar Down
- 1926: Der Rabe von London (The Blackbird)
- 1926: Der Schrecken von Singapore (The Road to Mandalay)
- 1927: Praterleut' (The Show)
- 1927: The Unknown – Der Unbekannte (The Unknown)
- 1927: Um Mitternacht (London After Midnight)
- 1928: In den Händen der Polizei (The Big City)
- 1928: Das Gesetz des Kongo (West of Zanzibar)
- 1929: Der weiße Tiger (Where East Is East)
- 1929: The Thirteenth Chair
- 1930: Sirenen um Mitternacht (Outside the Law)
- 1931: Dracula
- 1931: Iron Man
- 1932: Freaks[6]
- 1933: Fast Workers
- 1935: Das Zeichen des Vampirs (Mark of the Vampire)[7]
- 1936: Die Teufelspuppe (The Devil Doll), und Mitarbeit am Drehbuch
- 1939: Miracles for Sale